# Jason Bouman
Jason Bouman (Zeist, 22 november 1981) is een Nederlands zanger.

## Biografie

### Jeugd
Bouman werd geboren in Zeist maar groeide op in Harmelen. Al van kind af aan wist hij dat hij later iets met muziek wilde doen. Toen hij zeven jaar was, wilde hij graag harp gaan spelen maar zijn vader adviseerde hem beter piano te gaan spelen. Hij ging toen pianolessen nemen aan de muziekschool in Woerden. Dit ging hem goed af, dus besloot hij later ook andere instrumenten te gaan spelen zoals basgitaar, gitaar en drums. Op zijn 13e begon Jason in een bandje te spelen genaamd The Melody Stars. Hierbij maakte hij op de muziek van The Shadows, The Beatles en andere jaren zestig en zeventig artiesten vele covers. Vervolgens ging hij over naar de band The Twillights waarin hij hedendaagse Nederlandstalige muziek speelde. Op zijn 16e ging Jason werken als geluidstechnicus bij een aantal kleine bandjes. Hierna volgde hij nog een opleiding tot instructeur audiovisuele technieken aan het "ROC Midden Nederland" in Utrecht.

### Carrière
Bouman kreeg zijn landelijke bekendheid als deelnemer van het SBS6-talentenjachtprogramma Bloed, zweet & tranen waarvan hij in 2013 eerste werd met het nummer Kleine jongen van André Hazes. Hij ontving hiervoor een trofee. In 2014 nam hij een contract bij platenmaatschappij 8ball Music. In maart 2014 bracht hij zijn eerste album Zomaar Ineens uit. Tegenwoordig treedt hij ook op bij evenementen als Mega Piraten Festijn en TROS Muziekfeest. In 2018 nam hij deel aan het programma Topper Gezocht! en viel af in de halve finale.

### Privé
Bouman is getrouwd en heeft samen met zijn vrouw drie kinderen.

## Discografie

### Albums
| Album met eventuele hitnotering(en) in de Nederlandse Album Top 100 | Datum van verschijnen | Datum van binnenkomst | Hoogste positie | Aantal weken | Opmerkingen |
| ------------------------------------------------------------------- | --------------------- | --------------------- | --------------- | ------------ | ----------- |
| Zomaar Ineens                                                       | 2014                  |                       |                 |              |             |

### Singles
| Single met eventuele hitnotering(en) in de Nederlandse Top 40 | Datum van verschijnen | Datum van binnenkomst | Hoogste positie | Aantal weken | Opmerkingen                |
| ------------------------------------------------------------- | --------------------- | --------------------- | --------------- | ------------ | -------------------------- |
| Het laatste huis                                              | 2013                  | -                     | tip6            |              | Nr. 8 in de Single Top 100 |
| ’t Regent bier'                                               | 2013                  | -                     |                 |              |                            |
| Dit is voor wanhoop                                           | 2014                  | -                     |                 |              |                            |
| Niemand zoals jij                                             | 2015                  | -                     |                 |              |                            |